# Milan Kalabić
Milan Kalabić (en serbio cirílico: Милан Калабић; Podnovlje, Provincia imperial de Bosnia y Herzegovina, 1886-Territorio del Comandante Militar en Serbia, 3 de octubre de 1942) fue un militar serbio que tomó parte en la guerra de los Balcanes y la Primera Guerra Mundial y coadyuvó a los chetniks durante la Segunda. Colaboró, entre 1941 y 1942, con el Gobierno de Milan Nedić ejerciendo de prefecto de condado y oficial de la Guardia Estatal Serbia. También ayudó a los chetniks, lo que provocó que la Gestapo lo ejecutara en octubre de 1942. Era padre del comandante chetnik Nikola Kalabić.

## Primeros años
Nació en 1886 en el pueblo de Podnovlje, cerca de Derventa. Su padre, Nikola, había participado en la guerra ruso-turca de 1877-1878 y estuvo también involucrado en la liberación de Bulgaria del yugo del Imperio otomano. En 1912, con el estallido de la primera guerra de los Balcanes, Milan huyó al Reino de Serbia y se alistó en el ejército como voluntario. Alcanzó el puesto de oficial y luchó en aquella contienda y en la segunda y en la Primera Guerra Mundial.

## Asesinatos de Nikšić
En febrero de 1924, Kalabić arrestó, junto con otros cinco miembros de la gendarmería, a los oficiales montenegrinos y hermanos Stevan y Šćepan Mijušković, además de algunos familiares y amigos; no había motivo aparente para las detenciones. A los hermanos los torturaron y asesinaron. Más tarde, Kalabić les diría a sus familiares que habían muerto congelados de camino a la prisión. El cuerpo de Mijušković apareció más de dos meses después, lo que obligó a Kalabić a huir de Montenegro, rumbo a Kosovo. En 1930 se le juzgó y fue declarado culpable de los asesinatos. Condenado en un principio a dieciocho años de prisión, se le conmutó la sentencia y regresó a Belgrado en 1940.

## Segunda Guerra Mundial y fallecimiento
Llegó a ser oficial de la Guardia Estatal Serbia tras la invasión y ocupación del Reino de Yugoslavia por parte de las fuerzas del Eje. Se le designó también prefecto del condado de Požarevac, cargo desde el que envió información y refuerzos militares a los chetniks, de los que su hijo, Nikola, era comandante. El 3 de octubre de 1942, la Gestapo detuvo a Milan y lo ejecutó junto con otros prisioneros chetniks.